# Ocean Park de Moscou
 (novembre 2017).
Si vous disposez d'ouvrages ou d'articles de référence ou si vous connaissez des sites web de qualité traitant du thème abordé ici, merci de compléter l'article en donnant les références utiles à sa vérifiabilité et en les liant à la section « Notes et références ».
 (novembre 2017).
L'Ocean Park de Moscou est un projet d'océanarium russe situé dans la capitale, Moscou. Il est le successeur du delphinarium de Moscou (connu sous le nom d'Utrishski Dolphinarium Affiliate).
Le complexe devrait couvrir une superficie totale de plus de 180 000 m2 sur un site de 4 hectares.